# Chorebus difficilis
Chorebus difficilis är en stekelart som beskrevs av Griffiths 1968. Chorebus difficilis ingår i släktet Chorebus och familjen bracksteklar. Inga underarter finns listade i Catalogue of Life.